# Strymon clarionensis
Strymon clarionensis är en fjärilsart som beskrevs av Heid 1933. Strymon clarionensis ingår i släktet Strymon och familjen juvelvingar. Inga underarter finns listade i Catalogue of Life.